# Umburanas
Umburanas este un oraș în statul Bahia (BA) din Brazilia.